# DreamForge Intertainment
DreamForge Intertainment, Inc. — компания, американский разработчик компьютерных игр. Основана Томасом Холмсом (Thomas Holmes), Кристофером Стракой (Christopher Straka) и Джеймсом Наместкой (James Namestka) под первоначальным названием Event Horizon Software, Inc. Компания выпустила несколько известных игр, которые были удостоены наград.
Компания была распущена в 2000 году после конфликта с издателем в процессе разработки игры Werewolf: The Apocalypse - The Heart of Gaia, которая никогда так и не была закончена.

## Разработанные игры
- 1990 год — DarkSpyre
- 1991 год — Dusk of the Gods
- 1992 год — The Summoning
- 1993 год — Dungeon Hack
- 1994 год — Menzoberranzan
- 1994 год — Ravenloft: Strahd's Possession
- 1995 год — Ravenloft: Stone Prophet
- 23 июня 1995 года — Ravenloft: Aku no Keshin
- 31 октября 1995 года — Anvil of Dawn
- 20 декабря 1995 года — Chronomaster
- 30 сентября 1996 года — War Wind
- 1997 год — 101 Dalmatians: Escape from DeVil Manor
- 30 ноября 1998 года — War Wind II: Human Onslaught
- 30 апреля[1] 1998 года — Sanitarium
- 30 ноября 1998 года — TNN Outdoor Pro Hunter
- 30 июня 1999 года — Warhammer 40,000: Rites of War